# 齋藤通雄
齋藤通雄（さいとう みちお、1963年1月2日 - ）は日本の財務官僚。理財局長。東海財務局長などを歴任。ミスターJGBと称されている。

## 来歴
東京都出身。父親は経済企画庁物価局長を務めた齋藤成雄。筑波大学附属駒場高等学校卒業。東京大学法学部第3類（政治コース）在学中は政策の意思決定プロセスを研究する政治過程論のゼミに所属。国家公務員一種試験（行政）に合格。東大法学部第3類（政治コース）卒業。1987年 大蔵省入省。主税局調査課配属。予算や税などを通じて、政策の決定プロセスを裏側から見られそうだと感じたことが大蔵省入省の動機だったという。消費税導入に向けてドイツの付加価値税制を調査。「中曽根内閣の売上税が（1987年5月に）廃案になり、そこから消費税導入までの期間が見習いとして、過ごした時期だった。そういう意味では、まさに非常に大きな税制改革を裏側から見ることができた」と述べている。1993年7月 沖縄国税事務所北那覇税務署長。
2005年8月から2007年7月まで財務省大臣官房総合政策課政策調整室長。日本銀行の金融政策について、内閣府の担当者や総理大臣官邸の秘書官などとも調整しながら企画立案した。2008年7月 主計局主計企画官（財政分析担当）。2009年7月14日 主計局調査課長。民主党政権下での財政健全化目標策定作業に国家戦略室などと連携しながら取り組んだ。その後は金融庁総務企画局参事官（監督局担当）、産業革新投資機構（2018年9月25日までは産業革新機構）CFO（最高財務責任者）などを務め、2021年7月8日 東海財務局長。2022年6月24日 理財局長。

## 略歴
- 1987年4月：大蔵省入省
- 1989年6月：留学（ハイデルベルク大学）
- 1991年7月：主計局調査課調査第二係長 兼 主計局法規課[4]
- 1993年7月：沖縄国税事務所北那覇税務署長
- 1994年7月：大臣官房調査企画課長補佐
- 1995年5月：外務省在フランクフルト日本国総領事館領事
- 1998年7月：理財局国債課長補佐
- 2001年1月6日：財務省理財局国債課長補佐
- 2001年7月：理財局計画官補佐（国土交通第一、二係担当）
- 2002年7月：理財局財政投融資総括課長補佐（総括・企画・財務分析）､（併）理財局財政投融資総括課企画調整室長[5]
- 2003年7月：大臣官房企画官､（併）理財局総務課
- 2004年4月：大臣官房企画官､（併）内閣官房副長官補付､（命）内閣官房郵政民営化準備室企画官。
- 2005年8月：大臣官房総合政策課調査企画官､（併）大臣官房総合政策課政策調整室長､（併）内閣官房副長官補付､（命）内閣官房郵政民営化準備室企画官
- 2005年11月：大臣官房総合政策課調査企画官､（併）大臣官房総合政策課政策調整室長
- 2006年7月：大臣官房総合政策課政策調整室長
- 2007年7月：大臣官房企画官､（併）主計局司計課
- 2008年2月1日：大臣官房企画官､（併）主計局司計課予算執行調査室長
- 2008年7月：主計局主計企画官（財政分析担当）
- 2008年8月：大臣官房企画官､（併）大臣官房総合政策課､（併）内閣府大臣官房参事官
- 2008年11月10日：主計局主計企画官（財政分析担当）､（併）内閣府大臣官房参事官
- 2009年7月14日：主計局調査課長
- 2010年7月：理財局国債業務課長
- 2011年7月：理財局国債企画課長
- 2013年6月：金融庁総務企画局市場課長
- 2014年7月：金融庁総務企画局参事官（総合政策担当）､（併）内閣官房内閣参事官（内閣官房副長官補付）､（命）内閣官房日本経済再生総合事務局参事官
- 2014年9月：金融庁総務企画局参事官（総合政策担当）､（併）内閣官房副長官補付､（命）内閣官房日本経済再生総合事務局参事官
- 2015年3月：金融庁総務企画局参事官（総合政策担当）､（併）金融庁総務企画局政策課研究開発室長､（併）内閣官房副長官補付､（命）内閣官房日本経済再生総合事務局参事官
- 2015年6月：金融庁総務企画局参事官（総合政策担当）､（併）金融庁総務企画局政策課研究開発室長､（併）内閣官房副長官補付､（命）内閣官房日本経済再生総合事務局参事官､（命）内閣官房東京オリンピック競技大会・パラリンピック競技大会推進本部事務局参事官
- 2015年7月7日：金融庁総務企画局参事官（監督局担当）
- 2016年6月17日：大臣官房付
- 2016年6月29日：産業革新機構専務取締役CFO（最高財務責任者）。
- 2018年9月25日：産業革新投資機構常務取締役CFO（最高財務責任者）
- 2018年12月：産業革新投資機構代表取締役常務経営管理グループ長
- 2019年12月：産業革新投資機構取締役CFO
- 2021年6月29日：大臣官房付
- 2021年7月8日：東海財務局長
- 2022年6月24日：理財局長
- 2023年11月：野村資本市場研究所研究理事[6]

## 入省同期
| 氏名     | 出身大学   | 配属先             | 職歴 |
| -------- | ---------- | ------------------ | --- |
| 臼杵芳樹 | 東大経済卒 | 国際金融局調査課   | 東京税関長、名古屋国税局長、預金保険機構総務部長、預金保険機構検査部長 |
| 神田眞人 | 東大法卒   | 理財局総務課       | 財務官、国際局長、大臣官房総括審議官 主計局次長（首席）、主計局次長（末席） |
| 栗田照久 | 京大法卒   | 理財局国債課       | 金融庁長官、金融庁総合政策局長 金融庁監督局長兼内閣官房成長戦略会議事務局私的独占禁止法特例法案準備室長代理 金融庁監督局長兼内閣官房日本経済再生総合事務局私的独占禁止法特例法案準備室長代理             |
| 斎藤通雄 | 東大法卒   | 主税局調査課       | 理財局長、東海財務局長、産業革新投資機構CFO |
| 新川浩嗣 | 東大経済卒 | 大臣官房調査企画課 | 財務事務次官、主計局長、大臣官房長兼内閣官房気候変動対策推進室長、大臣官房総括審議官兼内閣官房気候変動対策推進室長 内閣総理大臣秘書官、大臣官房審議官（主税局担当）、主税局税制第二課長                  |
| 辻庄市   | 東大法卒   | 大臣官房文書課     | 信州大学経法学部教授 北陸財務局長、内閣官房まち・ひと・しごと創生本部事務局次長、中国財務局長 |
| 藤本哲也 | 東大法卒   | 大臣官房秘書課     | 公正取引委員会事務総長、公正取引委員会事務総局経済取引局長、公正取引委員会事務総局審査局長 公正取引委員会事務総局官房政策立案総括審議官                                                                  |
| 松尾元信 | 東大法卒   | 大臣官房文書課     | 金融庁総合政策局長兼内閣官房国際テロ情報集約室次長 金融庁証券取引等監視委員会事務局長、金融庁総合政策局政策立案総括審議官                                                                                |
| 水口純   | 東大法卒   | 主計局総務課       | 国際通貨基金（IMF）理事、大臣官房政策立案総括審議官 東海財務局長、金融庁証券取引等監視委員会事務局次長                                                                                                   |
| 鑓水洋   | 東大法卒   | 国際金融局総務課   | 環境省大臣官房長、国税庁次長 理財局次長（理財担当） |
| 渡部晶   | 京大法卒   | 証券局証券業務課   | 財務総合政策研究所長 大臣官房政策立案総括審議官兼大臣官房企画調整主幹（企画調整総括官）兼財務総合政策研究所副所長 大臣官房公文書監理官兼大臣官房企画調整主幹（企画調整総括官）兼財務総合政策研究所副所長 |